# Kassai fellegvár
Ez a cikk a középkori városfaltól mintegy 250 méterrel délre, a jelenlegi Forgách-palota táján épült kassai fellegvárról (szlovákul: Košická citadela) szól. Ez nem tévesztendő össze a Hernád jobb partján, a Hradová dombon emelt és jóval kisebb kassai várral.

## Története
A nagy területű kora-újkori erőd története rövid és dicstelen.
Építését Lipót király rendelte el 1670-ben abból a pénzből, amit Báthory Zsófia fizetett fia, I. Rákóczi Ferenc váltságdíjául (amiért az részt vett a Wesselényi-összeesküvésben. A citadella a déli városkapu előtt egy, a környezetéből kissé kiemelkedő halmocskát koronázott. Úgy tervezték és helyezték el, hogy együtt tudjon működni a város erődítményével, de önálló erődként is megállja a helyét — utólag elmondható, hogy ez nem sikerült. Ágyúi nemcsak a város területének nagy részét tudták belőni, de a városhoz vezető déli és keleti utakat is. Építését valószínűleg 1671-ben kezdték el és 1676-ban fejezték be — pontosabban: hagyták abba. Az építész Germanico Strassoldo lehetett.
1682. augusztus 15-én a várat és egyúttal Kassa városát — valamilyen, közelebbről meg nem határozott trükkel — elfoglalta az Oszmán Birodalom és Thököly egyesített serege. A várba helyőrségként hajdúkat telepítettek. Körülbelül két évvel később a kuruc helyőrség átépítette a fellegvárat, hogy azt többé ne tudják az ő módszerükkel elfoglalni. Az átépített erőd lett a város előretolt tüzérségi bázisa. Az északi kötőgátat teljesen, a hozzá kapcsolódó két bástyát félig elbontották; ezzel kezdődött el a nagy költséggel épített és valójában még be sem fejezett citadella pusztulása.
A Rákóczi-szabadságharc alatt a fejedelem francia hadmérnököket bízott meg azzal, hogy az erődöt vonják be a város körül kiépített, modernizált erődítések rendszerébe — kevés eredménnyel. A már károsodott erődöt utoljára 1712-ben próbálták meg hasznosítani: két meghosszabbított kötőgát-fallal kívánták azt összekapcsolni a városerődítés Bethlen-bástyájával, de a környék pacifikálása ezt fölöslegessé tette. III. Károly tartott attól, hogy a citadella ismét felkelők támaszpontja lehet, ezért 1713-ban elrendelte azonnali lebontását; az elbontott anyagot később a városi járdák kövezéséhez használták fel. A fellegvár teljes elbontása a 19. század elején fejeződött be.

## Felépítése, részei
A szabályos ötszög alaprajzú erődítmény oldalhossza 203 m volt. Az ötszög csúcsain épült új-olasz bástyák homlokvonala 90,5 m, visszahúzott, oldalazó szárnyuké 24,5 m volt. Neveik:
- Montecuccoli-bástya,
- Claudia-bástya,
- Temető-bástya,
- Leopold-bástya,
- Malom-bástya.

A bástyákban boltozott kazamatákat építettek ki. A Montecuccoli-bástya magas ágyúállása (cavalier) 6 m-rel emelkedett a kazamaták teteje fölé. A fő védvonal (a bástyák közötti kötőgát) a külső és a belső oldalán is kőfallal megerősített földsánc volt. Ezt kívülről, hozzá közel építve, a főfalnál alacsonyabb, lőréses mellvéddel ellátott fal (fausse-braie) vette körül.
A citadellát sekély vizesárok vette körül; ezt a Hernád folyóból odavezetett malomárkon töltötték fel. Az árok 37 m széles volt a bástyák és 54 m széles a kötőgátak előtt. Az várárok külső oldalán, az ellenlejtő (contre-escarpe) mentén épült ki a fedett út (chemin couvert), a tervek szerint öt fegyvertérrel (gyülekezőtérrel, (Place d’Armes) — ezek közül azonban csak kettőt fejeztek be. Az utat kívülről enyhén lejtő vársík (glacis) vette körül. Az összes tervezett erődelem azonban csak a nyugati és a déli oldalon készült el. A tervezett öt fegyvertér közül is csak kettőt fejeztek be. Az erődítmény — beleértve a vizesárkot és az átépített terepszakaszt — 25,4 ha területet foglalt el.
A fellegvárba két kapu vezetett; mindkettő egy-egy kötőgát közepén. A „felső kapu” az északi oldalon, a várossal szemben nyílt a Claudia- és a Leopold-bástya között. Az alsó kapu a Temető- és a Montecuccoli-bástya között nyílt délnyugatnak, a Pest felé vezető útra. A kapukhoz szilárdan megépített hidak vezettek két-két felvonható szakasszal — ezek közül az egyik a híd középső részén volt, a másik pedig közvetlenül a kapu előtt. A további három kötőgát közepére belső osztófallal ellátott, téglalap alaprajzú kőtornyot terveztek, hogy azokban lőport tároljanak — ezek közül azonban csak a Malom-bástya és a Montecuccoli-bástya közé tervezett, 5,7 m magas tornyot építették meg, a másik kettőnek (a Leopold- és a Malom-bástya, illetve a Claudia- és a Temető-bástya között) csak az alapja készült el. A megmaradt tervekből az erődön belüli, ötszög alakú tér számos befejezetlen építkezéséről kaphatunk képet:
- az erődfal (a kötőgátak) mentén barakkokat építettek; a keleti oldal egy rövid szakaszán őrházakat is;
- a déli sarokban lehetett a citadella temploma, amit két oldalról a várparancsnok és a tisztek lakóházai vehettek körül;
- az északi oldalra, a barakkokkal párhuzamosan  tervezték a tágas fegyvertárat;
- a nyugati oldalra tervezett raktárban kapott volna helyet a pékség. A fennmaradó, 1,95 ha-os térség lett volna a gyakorlótér.

## Jelenlegi állapota
A felszínen ma már semmilyen maradványát nem láthatjuk; alaprajzát részben Kassa délkeleti városrészének utcarendszere őrizte meg.